# Lommesjön (Sundals-Ryrs socken, Dalsland, 650103-128667)
Lommesjön är en sjö i Vänersborgs kommun i Dalsland och ingår i Göta älvs huvudavrinningsområde.